# Condado de Big Stone
El condado de Big Stone (en inglés: Big Stone County) es un condado en el estado estadounidense de Minnesota. En el censo de 2000 el condado tenía una población de 5.820 habitantes. La sede de condado es Ortonville. El condado fue fundado el 20 de febrero de 1862 y fue nombrado en honor al lago Big Stone.

## Geografía
Según la Oficina del Censo, el condado tiene un área total de 1.367 km² (528 sq mi), de la cual 1.287 km² (497 sq mi) es tierra y 80 km² (31 sq mi) (5,86%) es agua.

### Condados adyacentes
- Condado de Traverse (norte)
- Condado de Stevens (noreste)
- Condado de Swift (sureste)
- Condado de Lac qui Parle (sur)
- Condado de Grant, Dakota del Sur (suroeste)
- Condado de Roberts, Dakota del Sur (noroeste)

### Áreas protegidas nacionales
- Big Stone National Wildlife Refuge

## Autopistas importantes
- U.S. Route 12
- U.S. Route 75
- Ruta estatal de Minnesota 7
- Ruta estatal de Minnesota 28

## Demografía
En el  censo de 2000, hubo 5.820 personas, 2.377 hogares y 1.611 familias residiendo en el condado. La densidad poblacional era de 12 personas por milla cuadrada (5/km²). En el 2000 había 3.171 unidades habitacionales en una densidad de 6 por milla cuadrada (2/km²). La demografía del condado era de 98,44% blancos, 0,17% afroamericanos, 0,52% amerindios, 0,41% asiáticos, 0,12% de otras razas y 0,34% de dos o más razas. 0,34% de la población era de origen hispano o latino de cualquier raza. 
La renta promedio para un hogar del condado era de $30.721 y el ingreso promedio para una familia era de $37.354. En 2000 los hombres tenían un ingreso medio de $27.857 versus $20.123 para las mujeres. La renta per cápita para el condado era de $15.708 y el 12,00% de la población estaba bajo el umbral de pobreza nacional.

## Ciudades y pueblos
| - Barry - Beardsley | - Clinton - Correll | - Graceville - Johnson | - Odessa - Ortonville |

### Municipios
- Municipio de Akron
- Municipio de Almond
- Municipio de Artichoke
- Municipio de Big Stone
- Municipio de Browns Valley
- Municipio de Foster
- Municipio de Graceville
- Municipio de Malta
- Municipio de Moonshine
- Municipio de Odessa
- Municipio de Ortonville
- Municipio de Otrey
- Municipio de Prior
- Municipio de Toqua